# Vassa Geleznova
Vassa Geleznova est une pièce de théâtre du dramaturge et auteur russe et soviétique Maxime Gorki. 

## Histoire
La pièce est écrite et publiée en 1910. Elle est jouée pour la première fois en 1936 après que Gorki ait écrit une nouvelle version l'année précédente.

## Adaptations
La pièce a servi de base à plusieurs films en Union soviétique, par exemple le film de 1953 du même nom (en), ainsi que d'autres en France et en Allemagne.
- 1953 : Vassa Geleznova (en), film soviétique de Leonid Loukov
- 1972 : Vassa Geleznova, téléfilm français de Pierre Badel
- 1983 : Vassa (en russe : Bacca), film soviétique réalisé par Gleb Panfilov